# English Amateur Championship
L'English Amateur Championship è un torneo amatoriale di snooker, che si è disputato dal 1916 al 1940 e dal 1946, in Inghilterra.
Considerato una delle migliori competizioni dilettantistiche di questo sport, l'English Amateur Championship ha visto vincitori cinque futuri campioni del mondo (John Pulman, Ray Reardon, John Spencer, Terry Griffiths e Stuart Bingham).
Dal 1916 al 1920 veniva chiamato solamente Amateur Snooker Championship, poi, a partire dal 1921, ha cominciato ad avere il suffisso "English".
Dal 1916 al 1926 il vincitore di ogni incontro è stato decretato in base al punteggio complessivo dell'intero match.

## Albo d'oro
| Anno        | Vincitore                                             | Finalista                                             | Risultato                                             | Città                                                 | Impianto                                              | Note                                                  |
| ----------- | ----------------------------------------------------- | ----------------------------------------------------- | ----------------------------------------------------- | ----------------------------------------------------- | ----------------------------------------------------- | ----------------------------------------------------- |
| 1916        | Charles Jacques                                       | H Sefton                                              | 2 - 1 (177-128)                                       | Londra                                                | Orme's Rooms                                          | [ 9 ]                                                 |
| 1917        | Charles Jacques                                       | Harry Lukens                                          | 5 - 2 (330-294)                                       | Londra                                                | Orme's Rooms                                          | [ 10 ]                                                |
| 1918        | Harry Lukens                                          | Sidney Fry                                            | 5 - 2 (390-301)                                       | Londra                                                | Orme's Rooms                                          | [ 11 ]                                                |
| 1919        | Sidney Fry                                            | Harry Lukens                                          | 3 - 4 (387-300)                                       | Londra                                                | Orme's Rooms                                          | [ 12 ]                                                |
| 1920        | Arthur Wisdom                                         | FS Miller                                             | 5 - 2 (356-283)                                       | Londra                                                | Burroughes Hall                                       | [ 13 ]                                                |
| 1921        | MJ Vaughan                                            | Sidney Fry                                            | 4 - 3 (384-378)                                       | Londra                                                | Burroughes Hall                                       | [ 14 ]                                                |
| 1922        | Jack McGlynn                                          | C Cox                                                 | 5 - 2 (423-301)                                       | Londra                                                | Burroughes Hall                                       | [ 15 ]                                                |
| 1923        | Walter Coupe                                          | E Forshall                                            | 6 - 1 (432-337)                                       | Londra                                                | Burroughes Hall                                       | [ 16 ]                                                |
| 1924        | Walter Coupe                                          | Harford Olden                                         | 5 - 2 (413-333)                                       | Londra                                                | Burroughes Hall                                       | [ 17 ]                                                |
| 1925        | Jack McGlynn                                          | WL Crompton                                           | 4 - 3 (392-309)                                       | Londra                                                | Burroughes Hall                                       | [ 18 ]                                                |
| 1926        | W Nash                                                | Fred Morley                                           | 3 - 4 (383-356)                                       | Londra                                                | Burroughes Hall                                       | [ 19 ]                                                |
| 1927        | Ollie Jackson                                         | Tony Casey                                            | 4 - 2                                                 | Londra                                                | Burroughes Hall                                       | [ 20 ]                                                |
| 1928        | Pat Matthews                                          | Frank Whittall                                        | 5 - 4                                                 | Birmingham                                            | Camkin's Hall                                         | [ 21 ]                                                |
| 1929        | Laurie Steeples                                       | Frank Whittall                                        | 5 - 4                                                 | Birmingham                                            | Camkin's Hall                                         | [ 22 ]                                                |
| 1930        | Laurie Steeples                                       | Frank Whittall                                        | 5 - 1                                                 | Londra                                                | Thurston's Hall                                       | [ 23 ]                                                |
| 1931        | Pat Matthews                                          | Harry Kingsley                                        | 5 - 4                                                 | Londra                                                | Thurston's Hall                                       | [ 24 ]                                                |
| 1932        | William Bach                                          | Ollie Jackson                                         | 5 - 3                                                 | Londra                                                | Thurston's Hall                                       | [ 25 ]                                                |
| 1933        | Edward Bedford                                        | Albert Kershaw                                        | 5 - 1                                                 | Londra                                                | Thurston's Hall                                       | [ 26 ]                                                |
| 1934        | Charles Beavis                                        | Pat Matthews                                          | 5 - 2                                                 | Molteplici città                                      | Molteplici impianti                                   | [ 27 ]                                                |
| 1935        | Charles Beavis                                        | Duggie Hindmarch                                      | 5 - 3                                                 | Molteplici città                                      | Molteplici impianti                                   | [ 28 ]                                                |
| 1936        | Pat Matthews                                          | Charles Beavis                                        | 5 - 3                                                 | Molteplici città                                      | Molteplici impianti                                   | [ 29 ]                                                |
| 1937        | Kingsley Kennerley                                    | William Dennis                                        | 6 - 3                                                 | Molteplici città                                      | Molteplici impianti                                   | [ 30 ]                                                |
| 1938        | Pat Matthews                                          | Kingsley Kennerley                                    | 6 - 1                                                 | Molteplici città                                      | Molteplici impianti                                   | [ 31 ]                                                |
| 1939        | Percy Bendon                                          | Kingsley Kennerley                                    | 6 - 4                                                 | Molteplici città                                      | Molteplici impianti                                   | [ 32 ]                                                |
| 1940        | Kingsley Kennerley                                    | Albert Brown                                          | 8 - 7                                                 | Londra                                                | Burroughes Hall                                       | [ 33 ]                                                |
| 1941 - 1945 | Non disputatosi a causa della Seconda guerra mondiale | Non disputatosi a causa della Seconda guerra mondiale | Non disputatosi a causa della Seconda guerra mondiale | Non disputatosi a causa della Seconda guerra mondiale | Non disputatosi a causa della Seconda guerra mondiale | Non disputatosi a causa della Seconda guerra mondiale |
| 1946        | John Pulman                                           | Albert Brown                                          | 6 - 2                                                 | Londra                                                | Burroughes Hall                                       | [ 34 ]                                                |
| 1947        | Harold Morris                                         | Charley Kent                                          | 6 - 1                                                 | Londra                                                | Burroughes Hall                                       | [ 35 ]                                                |
| 1948        | Sidney Battye                                         | Tommy Postlethwaite                                   | 6 - 4                                                 | Londra                                                | Burroughes Hall                                       | [ 36 ]                                                |
| 1949        | Tommy Gordon                                          | Sydney Kilbank                                        | 6 - 4                                                 | Londra                                                | Burroughes Hall                                       | [ 37 ]                                                |
| 1950        | Alf Nolan                                             | Gary Owen                                             | 6 - 5                                                 | Londra                                                | Burroughes Hall                                       | [ 38 ]                                                |
| 1951        | Rex Williams                                          | Percy Bendon                                          | 6 - 1                                                 | Londra                                                | Burroughes Hall                                       | [ 39 ]                                                |
| 1952        | Charles Downey                                        | Jack Allen                                            | 6 - 1                                                 | Londra                                                | Burroughes Hall                                       | [ 40 ]                                                |
| 1953        | Tommy Gordon                                          | George Humphries                                      | 6 - 5                                                 | Londra                                                | Burroughes Hall                                       | [ 41 ]                                                |
| 1954        | Geoff Thompson                                        | Cliff Wilson                                          | 11 - 9                                                | Londra                                                | Burroughes Hall                                       | [ 42 ]                                                |
| 1955        | Maurice Parkin                                        | Alf Nolan                                             | 11 - 7                                                | Molteplici città                                      | Molteplici impianti                                   | [ 43 ]                                                |
| 1956        | Tommy Gordon                                          | Ray Reardon                                           | 11 - 9                                                | Molteplici città                                      | Molteplici impianti                                   | [ 44 ]                                                |
| 1957        | Ron Gross                                             | Stan Haslam                                           | 11 - 6                                                | Molteplici città                                      | Molteplici impianti                                   | [ 45 ]                                                |
| 1958        | Marcus Owen                                           | Jack Fitzmaurice                                      | 11 - 8                                                | Molteplici città                                      | Molteplici impianti                                   | [ 46 ]                                                |
| 1959        | Marcus Owen                                           | Alan Barnett                                          | 11 - 5                                                | Molteplici città                                      | Molteplici impianti                                   | [ 47 ]                                                |
| 1960        | Ron Gross                                             | John Price                                            | 11 - 4                                                | Londra                                                | Burroughes Hall                                       | [ 48 ]                                                |
| 1961        | Alan Barnett                                          | Ray Edmonds                                           | 11 - 9                                                | Londra                                                | Burroughes Hall                                       | [ 49 ]                                                |
| 1962        | Ron Gross                                             | Jonathan Barron                                       | 11 - 9                                                | Londra                                                | Burroughes Hall                                       | [ 50 ]                                                |
| 1963        | Gary Owen                                             | Ron Gross                                             | 11 - 3                                                | Molteplici città                                      | Molteplici impianti                                   | [ 51 ]                                                |
| 1964        | Ray Reardon                                           | John Spencer                                          | 11 - 8                                                | Birmingham                                            | Central Hall                                          | [ 52 ]                                                |
| 1965        | Pat Houlihan                                          | John Spencer                                          | 11 - 3                                                | Molteplici città                                      | Molteplici impianti                                   | [ 53 ]                                                |
| 1966        | John Spencer                                          | Marcus Owen                                           | 11 - 5                                                | Molteplici città                                      | Molteplici impianti                                   | [ 54 ]                                                |
| 1967        | Marcus Owen                                           | Sid Hood                                              | 11 - 4                                                | Molteplici città                                      | Molteplici impianti                                   | [ 55 ]                                                |
| 1968        | David Taylor                                          | Chris Ross                                            | 11 - 6                                                | Molteplici città                                      | Molteplici impianti                                   | [ 56 ]                                                |
| 1969        | Ray Edmonds                                           | Jonathan Barron                                       | 11 - 6                                                | Molteplici città                                      | Molteplici impianti                                   | [ 57 ]                                                |
| 1970        | Jonathan Barron                                       | Sid Hood                                              | 11 - 10                                               | Molteplici città                                      | Molteplici impianti                                   | [ 58 ]                                                |
| 1971        | Jonathan Barron                                       | Doug French                                           | 11 - 9                                                | Molteplici città                                      | Molteplici impianti                                   | [ 59 ]                                                |
| 1972        | Jonathan Barron                                       | Ray Edmonds                                           | 11 - 9                                                | Molteplici città                                      | Molteplici impianti                                   | [ 60 ]                                                |
| 1973        | Marcus Owen                                           | Ray Edmonds                                           | 11 - 6                                                | Molteplici città                                      | Molteplici impianti                                   | [ 61 ]                                                |
| 1974        | Ray Edmonds                                           | Patsy Fagan                                           | 11 - 4                                                | Molteplici città                                      | Molteplici impianti                                   | [ 62 ]                                                |
| 1975        | Sid Hood                                              | Willie Thorne                                         | 11 - 6                                                | Molteplici città                                      | Molteplici impianti                                   | [ 63 ]                                                |
| 1976        | Chris Ross                                            | Roy Andrewartha                                       | 11 - 7                                                | Molteplici città                                      | Molteplici impianti                                   | [ 64 ]                                                |
| 1977        | Terry Griffiths                                       | Sid Hood                                              | 13 - 3                                                | Molteplici città                                      | Molteplici impianti                                   | [ 65 ]                                                |
| 1978        | Terry Griffiths                                       | Joe Johnson                                           | 13 - 6                                                | Molteplici città                                      | Molteplici impianti                                   | [ 66 ]                                                |
| 1979        | Jimmy White                                           | Dave Martin                                           | 13 - 10                                               | Molteplici città                                      | Molteplici impianti                                   | [ 67 ]                                                |
| 1980        | Joe O'Boye                                            | Dave Martin                                           | 13 - 9                                                | Molteplici città                                      | Molteplici impianti                                   | [ 68 ]                                                |
| 1981        | Vic Harris                                            | George Wood                                           | 13 - 9                                                | Molteplici città                                      | Molteplici impianti                                   | [ 69 ]                                                |
| 1982        | Dave Chalmers                                         | Malcolm Bradley                                       | 13 - 9                                                | Molteplici città                                      | Molteplici impianti                                   | [ 70 ]                                                |
| 1983        | Tony Jones                                            | John Parrott                                          | 13 - 9                                                | Molteplici città                                      | Molteplici impianti                                   | [ 71 ]                                                |
| 1984        | Steve Longworth                                       | Wayne Jones                                           | 13 - 8                                                | Molteplici città                                      | Molteplici impianti                                   | [ 72 ]                                                |
| 1985        | Terry Witthread                                       | Jim McNellan                                          | 13 - 4                                                | Molteplici città                                      | Molteplici impianti                                   | [ 73 ]                                                |
| 1986        | Anthony Harris                                        | Geoff Grennan                                         | 13 - 9                                                | Molteplici città                                      | Molteplici impianti                                   | [ 74 ]                                                |
| 1987        | Mark Rowing                                           | Sean Lanigan                                          | 13 - 11                                               | Molteplici città                                      | Molteplici impianti                                   | [ 75 ]                                                |
| 1988        | Barry Pinches                                         | Craig Edwards                                         | 13 - 6                                                | Molteplici città                                      | Molteplici impianti                                   | [ 76 ]                                                |
| 1989        | Nigel Bond                                            | Barry Pinches                                         | 13 - 11                                               | Molteplici città                                      | Molteplici impianti                                   | [ 77 ]                                                |
| 1990        | Joe Swail                                             | Alan McManus                                          | 13 - 11                                               | Molteplici città                                      | Molteplici impianti                                   | [ 78 ]                                                |
| 1991        | Steve Judd                                            | Ronnie O'Sullivan                                     | 13 - 10                                               | Molteplici città                                      | Molteplici impianti                                   | [ 79 ]                                                |
| 1992        | Stephen Lee                                           | Neil Mosley                                           | 13 8                                                  | Molteplici città                                      | Molteplici impianti                                   | [ 80 ]                                                |
| 1993        | Neil Mosley                                           | Eddie Barker                                          | 8 - 5                                                 | Molteplici città                                      | Molteplici impianti                                   | [ 81 ]                                                |
| 1994        | Matthew Davies                                        | Michael Rhodes                                        | 8 - 5                                                 | Molteplici città                                      | Molteplici impianti                                   | [ 82 ]                                                |
| 1995        | David Gray                                            | Paul Hunter                                           | 8 - 7                                                 | Molteplici città                                      | Molteplici impianti                                   | [ 83 ]                                                |
| 1996        | Stuart Bingham                                        | Peter Lines                                           | 8 - 4                                                 | Molteplici città                                      | Molteplici impianti                                   | [ 84 ]                                                |
| 1997        | David Lilley                                          | Robert Marshall                                       | 8 - 7                                                 | Molteplici città                                      | Molteplici impianti                                   | [ 85 ]                                                |
| 1998        | Tim Bailey                                            | Craig Butler                                          | 8 - 3                                                 | Molteplici città                                      | Molteplici impianti                                   | [ 86 ]                                                |
| 1999        | David Lilley                                          | Andrew Norman                                         | 8 - 5                                                 | Molteplici città                                      | Molteplici impianti                                   | [ 87 ]                                                |
| 2000        | Nick Marsh                                            | David Lilley                                          | 8 - 5                                                 | Molteplici città                                      | Molteplici impianti                                   | [ 88 ]                                                |
| 2001        | Luke Fisher                                           | Sunit Vaswani                                         | 8 - 4                                                 | Molteplici città                                      | Molteplici impianti                                   | [ 89 ]                                                |
| 2002        | Martin Gould                                          | Craig Taylor                                          | 8 - 6                                                 | Molteplici città                                      | Molteplici impianti                                   | [ 90 ]                                                |
| 2003        | Alex Davies                                           | Ben Woollaston                                        | 8 - 7                                                 | Molteplici città                                      | Molteplici impianti                                   | [ 91 ]                                                |
| 2004        | David Lilley                                          | Wayne Cooper                                          | 8 - 6                                                 | Molteplici città                                      | Molteplici impianti                                   | [ 92 ]                                                |
| 2005        | David Grace                                           | Andy Symons-Rowe                                      | 8 - 3                                                 | Molteplici città                                      | Molteplici impianti                                   | [ 93 ]                                                |
| 2006        | Mark Joyce                                            | Martin O'Donnell                                      | 8 - 3                                                 | Londra                                                | Royal Automobile Club                                 | [ 94 ]                                                |
| 2007        | Martin Gould                                          | David Lilley                                          | 8 - 7                                                 | Molteplici città                                      | Molteplici impianti                                   | [ 95 ]                                                |
| 2008        | David Grace                                           | Ben Hancorn                                           | 9 - 7                                                 | Molteplici città                                      | Molteplici impianti                                   | [ 96 ]                                                |
| 2009        | Jimmy Robertson                                       | David Craggs                                          | 9 - 8                                                 | Molteplici città                                      | Molteplici impianti                                   | [ 97 ]                                                |
| 2010        | Jack Lisowski                                         | Leo Fernandez                                         | 9 - 2                                                 | Molteplici città                                      | Molteplici impianti                                   | [ 98 ]                                                |
| 2011        | Leo Fernandez                                         | John Whitty                                           | 10 - 6                                                | Molteplici città                                      | Molteplici impianti                                   | [ 99 ]                                                |
| 2012        | Gary Wilson                                           | Martin O'Donnell                                      | 10 - 9                                                | Molteplici città                                      | Molteplici impianti                                   | [ 100 ]                                               |
| 2013        | Stuart Carrington                                     | Ben Harrison                                          | 10 - 2                                                | Molteplici città                                      | Molteplici impianti                                   | [ 101 ]                                               |
| 2014        | Ben Harrison                                          | Antony Parsons                                        | 10 - 6                                                | Molteplici città                                      | Molteplici impianti                                   | [ 102 ]                                               |
| 2015        | Michael Rhodes                                        | Billy Joe Castle                                      | 10 - 6                                                | Molteplici città                                      | Molteplici impianti                                   | [ 103 ]                                               |
| 2016        | Jamie Bodle                                           | Wayne Townsend                                        | 10 - 9                                                | Molteplici città                                      | Molteplici impianti                                   | [ 104 ]                                               |
| 2017        | Billy Joe Castle                                      | David Lilley                                          | 10 - 7                                                | Molteplici città                                      | Molteplici impianti                                   | [ 105 ]                                               |
| 2018        | Joe O'Connor                                          | Andrew Norman                                         | 10 - 3                                                | Molteplici città                                      | Molteplici impianti                                   | [ 106 ]                                               |
| 2019        | Brandon Sargeant                                      | Jamie O'Neill                                         | 10 - 7                                                | Molteplici città                                      | Molteplici impianti                                   | [ 107 ]                                               |
| 2020        | Ben Hancorn                                           | Rory McLeod                                           | 5 - 3                                                 | Cheltenham                                            | The Centaur, Cheltenham Racecourse                    | [ 108 ]                                               |

## Finalisti
| N° | Giocatore           | Vittorie | Finali perse | Totale |
| -- | ------------------- | -------- | ------------ | ------ |
| 1  | David Lilley        | 3        | 3            | 6      |
| 2  | Pat Matthews        | 4        | 1            | 5      |
| 2  | Marcus Owen         | 4        | 1            | 5      |
| 2  | Jonathan Barron     | 3        | 2            | 5      |
| 5  | Ron Gross           | 3        | 1            | 4      |
| 5  | Kingsley Kennerley  | 2        | 2            | 4      |
| 5  | Ray Edmonds         | 1        | 3            | 4      |
| 5  | Sid Hood            | 1        | 3            | 4      |
| 9  | Tommy Gordon        | 3        | 0            | 3      |
| 9  | Charles Beavis      | 2        | 1            | 3      |
| 9  | Harry Lukens        | 1        | 2            | 3      |
| 9  | Sidney Fry          | 1        | 2            | 3      |
| 9  | John Spencer        | 1        | 2            | 3      |
| 9  | Frank Whittall      | 0        | 3            | 3      |
| 15 | Charles Jacques     | 2        | 0            | 2      |
| 15 | Jack McGlynn        | 2        | 0            | 2      |
| 15 | Walter Coupe        | 2        | 0            | 2      |
| 15 | Laurie Steeples     | 2        | 0            | 2      |
| 15 | Terry Griffiths     | 2        | 0            | 2      |
| 15 | Martin Gould        | 2        | 0            | 2      |
| 15 | David Grace         | 2        | 0            | 2      |
| 15 | Percy Bendon        | 1        | 1            | 2      |
| 15 | Alf Nolan           | 1        | 1            | 2      |
| 15 | Gary Owen           | 1        | 1            | 2      |
| 15 | Alan Barnett        | 1        | 1            | 2      |
| 15 | Ray Reardon         | 1        | 1            | 2      |
| 15 | Chris Ross          | 1        | 1            | 2      |
| 15 | Barry Pinches       | 1        | 1            | 2      |
| 15 | Neil Mosley         | 1        | 1            | 2      |
| 15 | Leo Fernandez       | 1        | 1            | 2      |
| 15 | Ben Harrison        | 1        | 1            | 2      |
| 15 | Billy Joe Castle    | 1        | 1            | 2      |
| 15 | Ben Hancorn         | 1        | 1            | 2      |
| 15 | Albert Brown        | 0        | 2            | 2      |
| 15 | Dave Martin         | 0        | 2            | 2      |
| 15 | Martin O'Donnell    | 0        | 2            | 2      |
| 15 | Andrew Norman       | 0        | 2            | 2      |
| 37 | Arthur Wisdom       | 1        | 0            | 1      |
| 37 | MJ Vaughan          | 1        | 0            | 1      |
| 37 | W Nash              | 1        | 0            | 1      |
| 37 | Ollie Jackson       | 1        | 0            | 1      |
| 37 | William Bach        | 1        | 0            | 1      |
| 37 | Edward Bedford      | 1        | 0            | 1      |
| 37 | John Pulman         | 1        | 0            | 1      |
| 37 | Harold Morris       | 1        | 0            | 1      |
| 37 | Sidney Battye       | 1        | 0            | 1      |
| 37 | Rex Williams        | 1        | 0            | 1      |
| 37 | Charles Downey      | 1        | 0            | 1      |
| 37 | Geoff Thompson      | 1        | 0            | 1      |
| 37 | Maurice Parkin      | 1        | 0            | 1      |
| 37 | Pat Houlihan        | 1        | 0            | 1      |
| 37 | David Taylor        | 1        | 0            | 1      |
| 37 | Jimmy White         | 1        | 0            | 1      |
| 37 | Joe O'Boye          | 1        | 0            | 1      |
| 37 | Vic Harris          | 1        | 0            | 1      |
| 37 | Dave Chalmers       | 1        | 0            | 1      |
| 37 | Tony Jones          | 1        | 0            | 1      |
| 37 | Steve Longworth     | 1        | 0            | 1      |
| 37 | Terry Witthread     | 1        | 0            | 1      |
| 37 | Anthony Harris      | 1        | 0            | 1      |
| 37 | Mark Rowing         | 1        | 0            | 1      |
| 37 | Nigel Bond          | 1        | 0            | 1      |
| 37 | Joe Swail           | 1        | 0            | 1      |
| 37 | Steve Judd          | 1        | 0            | 1      |
| 37 | Stephen Lee         | 1        | 0            | 1      |
| 37 | Matthew Davies      | 1        | 0            | 1      |
| 37 | David Gray          | 1        | 0            | 1      |
| 37 | Stuart Bingham      | 1        | 0            | 1      |
| 37 | Tim Bailey          | 1        | 0            | 1      |
| 37 | Nick Marsh          | 1        | 0            | 1      |
| 37 | Luke Fisher         | 1        | 0            | 1      |
| 37 | Alex Davies         | 1        | 0            | 1      |
| 37 | Mark Joyce          | 1        | 0            | 1      |
| 37 | Jimmy Robertson     | 1        | 0            | 1      |
| 37 | Jack Lisowski       | 1        | 0            | 1      |
| 37 | Gary Wilson         | 1        | 0            | 1      |
| 37 | Stuart Carrington   | 1        | 0            | 1      |
| 37 | Michael Rhodes      | 1        | 0            | 1      |
| 37 | Jamie Bodle         | 1        | 0            | 1      |
| 37 | Joe O'Connor        | 1        | 0            | 1      |
| 37 | Brandon Sargeant    | 1        | 0            | 1      |
| 37 | H Sefton            | 0        | 1            | 1      |
| 37 | FS Miller           | 0        | 1            | 1      |
| 37 | C Cox               | 0        | 1            | 1      |
| 37 | E Forshall          | 0        | 1            | 1      |
| 37 | Harford Olden       | 0        | 1            | 1      |
| 37 | WL Crompton         | 0        | 1            | 1      |
| 37 | Fred Morley         | 0        | 1            | 1      |
| 37 | Tony Casey          | 0        | 1            | 1      |
| 37 | Harry Kingsley      | 0        | 1            | 1      |
| 37 | Ollie Jackson       | 0        | 1            | 1      |
| 37 | Albert Kershaw      | 0        | 1            | 1      |
| 37 | Duggie Hindmarch    | 0        | 1            | 1      |
| 37 | William Dennis      | 0        | 1            | 1      |
| 37 | Charley Kent        | 0        | 1            | 1      |
| 37 | Tommy Postlethwaite | 0        | 1            | 1      |
| 37 | Sydney Kilbank      | 0        | 1            | 1      |
| 37 | Jack Allen          | 0        | 1            | 1      |
| 37 | George Humphries    | 0        | 1            | 1      |
| 37 | Cliff Wilson        | 0        | 1            | 1      |
| 37 | Stan Haslam         | 0        | 1            | 1      |
| 37 | Jack Fitzmaurice    | 0        | 1            | 1      |
| 37 | John Price          | 0        | 1            | 1      |
| 37 | Doug French         | 0        | 1            | 1      |
| 37 | Patsy Fagan         | 0        | 1            | 1      |
| 37 | Willie Thorne       | 0        | 1            | 1      |
| 37 | Roy Andrewartha     | 0        | 1            | 1      |
| 37 | Joe Johnson         | 0        | 1            | 1      |
| 37 | George Wood         | 0        | 1            | 1      |
| 37 | Malcolm Bradley     | 0        | 1            | 1      |
| 37 | John Parrott        | 0        | 1            | 1      |
| 37 | Wayne Jones         | 0        | 1            | 1      |
| 37 | Jim McNellan        | 0        | 1            | 1      |
| 37 | Geoff Grennan       | 0        | 1            | 1      |
| 37 | Sean Lanigan        | 0        | 1            | 1      |
| 37 | Craig Edwards       | 0        | 1            | 1      |
| 37 | Alan McManus        | 0        | 1            | 1      |
| 37 | Ronnie O'Sullivan   | 0        | 1            | 1      |
| 37 | Eddie Barker        | 0        | 1            | 1      |
| 37 | Paul Hunter         | 0        | 1            | 1      |
| 37 | Peter Lines         | 0        | 1            | 1      |
| 37 | Robert Marshall     | 0        | 1            | 1      |
| 37 | Craig Butler        | 0        | 1            | 1      |
| 37 | Sunit Vaswani       | 0        | 1            | 1      |
| 37 | Craig Taylor        | 0        | 1            | 1      |
| 37 | Ben Woollaston      | 0        | 1            | 1      |
| 37 | Wayne Cooper        | 0        | 1            | 1      |
| 37 | Andy Symons-Rowe    | 0        | 1            | 1      |
| 37 | David Craggs        | 0        | 1            | 1      |
| 37 | John Whitty         | 0        | 1            | 1      |
| 37 | Antony Parsons      | 0        | 1            | 1      |
| 37 | Wayne Townsend      | 0        | 1            | 1      |
| 37 | Jamie O'Neill       | 0        | 1            | 1      |
| 37 | Rory McLeod         | 0        | 1            | 1      |

## Finalisti per nazione
| N° | Nazione          | Vittorie | Finali perse | Totale |
| -- | ---------------- | -------- | ------------ | ------ |
| 1  | Inghilterra      | 86       | 89           | 175    |
| 2  | Galles           | 8        | 5            | 13     |
| 3  | Scozia           | 1        | 3            | 4      |
| 3  | Irlanda          | 1        | 3            | 4      |
| 5  | Irlanda del Nord | 2        | 1            | 3      |
| 5  | Stati Uniti      | 1        | 2            | 3      |

- Edizione con più Century Breaks: 22 (2019)[109]
- Maggior numero di vittorie consecutive: 3 (Jonathan Barron — 1970-1972)
- Vincitore più giovane: David Gray (16 anni, 1995), Alex Davies (16 anni, 2003)
- Vincitore più anziano: Sidney Fry (50 anni, 1919)